# Timoclea grus
Timoclea grus är en musselart som först beskrevs av Edward Morell Holmes 1858.  Timoclea grus ingår i släktet Timoclea och familjen venusmusslor. Inga underarter finns listade i Catalogue of Life.